# Siamak Jahangiri

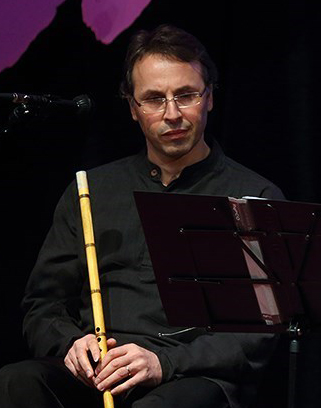
Siamak Jahangiri

Siamak Jahangiri (Siamak Jahangiry, Siamak Dschahāngiri; * 1971) ist ein iranischer Neyspieler, Komponist und Musikpädagoge.
Jahangiri begann im Alter von zwölf Jahren Ney zu spielen. Er war Schüler von Abdolnaghi Afsharnia und von Mohammad Ali Kiani Nejad und studierte an der Universität Teheran. Er lebt als Ney-Lehrer und Komponist in Teheran und verfasste ein Buch über die Ney, ihre Spieltechnik im 20. Jahrhundert und über Meister des Instruments.
Im Westen wurde Jahangiri als Mitglied von Yo-Yo Mas Silk Road Ensemble bekannt, auf dessen Alben When Strangers Meet und Beyond the Horizon er zu hören ist. Auch an dem Album Yo-Yo Ma & Friends: Songs of Joy & Peace wirkte er mit. Weiterhin ist er Mitglied des Abd-al-Qadir Ensemble, das sich dem Werk von Abd al-Qadir Maraghi, einem persischen Musiktheoretiker und Komponisten des 14. Jahrhunderts, widmet. Das Ensemble spielte auch Kompositionen Jahangiris ein, die auf nordiranischer Volksmusik und klassischer persischer Musik beruhen.